# Jinyu
Pour les articles homonymes, voir Jin et Yu.
Le jin ou jin yu ou jinyu (chinois simplifié : 晋语 ; chinois traditionnel : 晉語 ; pinyin : Jìn yǔ) est une langue chinoise de la famille des langues sino-tibétaines.
On le considérait autrefois[Quand ?] comme apparenté au dialecte mandarin ganhua, mais le jin est aujourd'hui considéré comme une variété de chinois à part entière. Il n'a pas de forme écrite spécifique, le baihua étant dès lors utilisé.

## Histoire
Cette langue, de la province de Shanxi et de la région autonome de Mongolie-Intérieure est, parmi les différents dialectes du nord de la Chine, suffisamment spécifique pour être qualifiée de langue distincte du mandarin par certains linguistes[Lesquels ?]. Cette spécificité serait due à l'isolement géographique relatif de la province. Elle est essentiellement constituée d'un plateau entouré de chaînes de montagnes, ce qui a pu engendrer une différenciation linguistique importante par rapport aux dialectes du mandarin environnants.

## Dialectes
Le jin peut être distingué en 9 différents dialectes : 
- Bingzhou (并州方言/並州方言/Bìngzhōu fāngyán), parlé au Shanxi central, dont Taiyuan
- Lüliang (吕梁方言/呂梁方言/Lǚliáng fāngyán), parlé dans l'est du Shanxi et au nord du Shaanxi
- Shangdang (上党方言/上黨方言/Shàngdǎng fāngyán), parlé au sud-est du Shanxi
- Wutai (五台方言/五台方言/Wǔtái fāngyán), parlé en certaines parties du Shanxi septentrional et de Mongolie-Intérieure
- Datong-Baotou (大同-包头方言/大同-包頭方言/Dàtóng bāotóu fāngyán), parlé en certaines parties du Shanxi septentrional et en Mongolie-Intérieure centrale
- Zhangjiakou-Hohhot (张家口-呼和浩特方言/張家口-呼和浩特方言/Zhāngjiākǒu Hūhéhàotè fāngyán), parlé au nord-ouest du Hebei et en certaines parties du la Mongolie-Intérieure (Hohhot, Ordos).
- Handan-Xinxiang (邯郸-新乡方言/邯鄲-新鄉方言/Hándān Xīnxiāng fāngyán), parlé au sud-est du Shanxi, au Hebei méridional et au Henan septentrional
- Zhidan-Yanchuan (志丹-延川/志丹-延川/Zhìdān Yánchuān)
- Bayan-Nao'er (巴彦淖尔方言/巴彥淖爾方言/Bāyàn Nào'ěr fāngyán)

## Phonologie
Contrairement à de nombreuses variétés de mandarin, le jin utilise le coup de glotte, ce qui est plutôt particulièrement fréquent pour d'autres langues chinoises du sud de la Chine. Le jin a également gardé le ton d'entrée, qui va généralement de pair avec le coup de glotte.
Le jin utilise un sandhi tonal plus complexe qu'en mandarin, où le ton change lorsque certains mots sont utilisés au sein d'une phrase. Le sandhi tonal du jin est remarquable pour deux traits parmi les langues chinoises :
- le fonctionnement du sandhi tonal dépend de la structure grammaticale des mots mis ensemble. Par conséquent, les changements qui affectent un composé nom-adjectif peuvent être différents de ceux qui affectent un composé verbe-adjectif.
- certains tons ont une tonalité donnée lorsque les mots sont prononcés seuls, mais se comportent différemment (et sont par conséquent différenciés) au cours du sandhi tonal.

## Grammaire
Le jin emploie facilement des préfixes tels que 圪 /kəʔ/, 忽 /xəʔ/, and 入 /zəʔ/, pour différentes constructions dérivatives. Par exemple : 
- 入鬼 « vagabonder » < 鬼 « esprit, diable »

De plus, il existe de nombreux mots de jin qui ont évolué en transformant un mot monosyllabique en un bisyllabique. Par exemple :
- pəʔ ləŋ < 蹦 pəŋ « houblon »
- tʰəʔ luɤ < 拖 tʰuɤ « ramasser »
- kuəʔ la < 刮 kua « racler »
- xəʔ lɒ̃ < 巷 xɒ̃ « rue »

Un processus similaire existe en mandarin (par exemple 窟窿 kulong < 孔 kong), mais il est particulièrement fréquent en jin.

## Vocabulaire
Certains dialectes du jin font notamment une triple distinction au niveau des démonstratifs (le français par exemple, n'a qu'une double distinction à ce niveau : « ceci » et « cela »).